# 陈镐民
陈镐民（英語：Dominic K. Chan）美籍华人，天使投资人，现任广东大晋对接信息科技有限公司董事长。

## 生平
毕业于美国威斯康辛大学硕士和博士学位。早年在美国贝尔实验室从事技术研究，并在16个国家获得了多项技术专利；曾任世界500强公司Gould, Honeywell和 Apollo行政副总裁。1991年，在美国麻省创立了Peritus软件服务公司，该公司于1997年在纳斯达克交易所上市。之后又成立了Welspring投资基金和IdealFlow投资基金，并且成功在美国和中国的多家公司投资。